# 巨文島
巨文島（：／ Geomun do */?）是一座位於大韓民國全羅南道麗水市的大陸島，總面積60.5平方公里，島嶼並分為東島、西島與古島，屬於麗水市三山面。島上有一座1905年竣工的現代燈塔，是整個韓國最早完成並保存至今的現代西式燈塔。目前由中央與地方共管，地方政府是全南麗水市廳，中央則是多島海海上國立公園管理處之管轄範圍。該島曾於1885年4月15日爆發英國皇家海軍與沙俄海軍衝突的巨文島事件。自此，西方學術文件對於巨文島的稱呼為「漢米爾頓港」（Port Hamilton），近期則逐漸改稱為巨文島（거문도） Geomun-do。